# Zoppola
Zoppola (friuli nyelven Çopule) település Olaszországban, Friuli-Venezia Giulia régióban, Pordenone megyében. Lakosainak száma 8302 fő (2023. január 1.). Zoppola Casarsa della Delizia, Cordenons, Fiume Veneto, Pordenone, San Giorgio della Richinvelda és Valvasone Arzene községekkel határos.

## Népesség
A település lakossága az elmúlt években az alábbi módon változott:
| Lakosok száma | 8488 | 8483 | 8302 |
|               | 2017 | 2018 | 2023 |